# ヤニス・クネリス
ヤニス・クネリス（イアニス・クネーリス、Jannis Kounellis、1936年3月23日 - 2017年2月16日）は、ギリシャ出身の芸術家。

## 人物
アルテ・ポーヴェラの運動を代表する美術家、画家、彫刻家であり、イタリアのローマを中心に活動、1960年代から、21世紀初頭に至るまで、絵画から、インスタレーション、パフォーマンスなどの芸術表現により、同時代のイタリア美術に多大な影響を及ぼし続けた人物であった。
クネリスが好む素材は、生き物、石炭、生の肉、ガスバーナーの炎、鉄板、コーヒー豆、ジュート、過去の彫刻作品、家具などであり、これらの多様な素材を用いて、存在としての強度、エネルギーを、素材自体から引き出そうとする特徴があった。

### 略歴
- 1936年、ギリシャのピレウスに生まれる。
- 1956年、ギリシャを離れ、ローマに移住し、ローマ美術アカデミーで絵画を学ぶ。
- 1960年、ローマで初個展。
- レディメイド、ファウンド・オブジェクトを自らの絵画に導入。
- 1967年、美術評論家、キュレーターであるジェルマーノ・チェラントが提唱した、アルテ・ポーヴェラの運動に参加。
- 1969年、ローマの画廊での、生きた12匹の馬を展示した作品『無題』は、強烈な存在感を発散し、彼の代表作となった。これは生きた動物を使った作品としても、先駆的である。
- 2017年2月16日、ローマのヴィラ・マファルダ病院にて死去[1]。80歳没。